# Montoggio
Montoggio (en ligur Montêuggio) és un comune italià, situat a la regió de la Ligúria i a la ciutat metropolitana de Gènova. El 2011 tenia 2.049 habitants.

## Geografia
Es troba a l'alta vall del Scrivia, al nord-est de Gènova i compta amb una superfície de 47,73 km² i fins a cinquanta frazione. Limita amb les comunes de Casella, Davagna, Gènova, Sant'Olcese, Serra Riccò, Torriglia i Valbrevenna.

## Ciutats agermanades
- Radomyšl, República Txeca, des del 2006
- Zonza, França, des del 2006